# Georg Thoma
Georg „Jörgle“ Thoma (* 20. August 1937 in Hinterzarten) ist ein ehemaliger deutscher Skispringer und Nordischer Kombinierer. Georg Thoma wurde 1960 in Squaw Valley Olympiasieger, dabei brach er als erster Mitteleuropäer die Vorherrschaft der Skandinavier mit dem olympischen Gold in der Nordischen Kombination. Daraufhin wurde er zum Sportler des Jahres gewählt, und zwar als erster Wintersportler. Bei den Olympischen Spielen 1964 in Innsbruck holte er eine Bronzemedaille. Ein Jahr zuvor hatte er – wiederum als erster Mitteleuropäer – den renommierten Wettbewerb am Holmenkollen in Oslo gewonnen. Dies gelang Thoma sogar dreimal in Folge. Seine Karriere beendete er 1966 glanzvoll mit dem Weltmeistertitel. Für seine sportlichen Verdienste wurde Georg Thoma mit dem Silbernen Lorbeerblatt ausgezeichnet.
Seine Neffen sind der ehemalige Skispringer Dieter Thoma und der ehemalige Skirennläufer Gundolf Thoma. Der Olympiastützpunkt Freiburg-Schwarzwald wurde nach ihm benannt.

## Werdegang
Thoma besuchte die Volksschule und arbeitete danach als Holzfäller, bis er zu den Mittenwalder Gebirgsjägern berufen wurde. Nach dem Militärdienst arbeitete er bei der Hinterzartener Post. Er bewältigte seine Arbeit im Sommer mit dem Fahrrad und im Winter mit Allweg-Brettern. Schon im Kindesalter fing Thoma mit dem Skifahren an, bestritt mit 14 Jahren seine ersten Skiwettkämpfe und entschied sich für die Nordische Kombination. Er war ein ausgezeichneter Skispringer und Langläufer.
1953 kam er beim Kreisjugendskitag auf dem Feldberg zum ersten Mal mit einem organisierten Wettkampfsport in Berührung. Der Jugendwart des Skiverbandes Schwarzwald erkannte sein Talent und machte den Verbandsvorstand Carl Friedrich Stober auf ihn aufmerksam. Noch im Winter 1953/54 wurde er auf seinen ersten Springerkurs nach Füssen geschickt, wo er zum ersten Mal Deutscher Jugendmeister in der Nordischen Kombination in Onstmettingen wurde. Eine Saison später wurde er wieder deutscher Jugendmeister in der Kombination und Vierter im Skispringen auf der großen Hochfirstschanze in Titisee-Neustadt. 1956 besiegte er am Feldberg bei den deutschen Jugendmeisterschaften bereits den gesamten deutschen Nachwuchs im Langlauf, Sprunglauf und in der Kombination. 1957 holte er zum dritten Mal den deutschen Jugendtitel in der Kombination und im Springen in Winterberg, aber im Langlauf wurde er von Rudolf Maier geschlagen. 1958 ging er zum ersten Mal mit der Nationalmannschaft zu den nordischen Skiweltmeisterschaften nach Lahti und wurde dort 16. in der Nordischen Kombination und 27. im Skispringen.
Nach einem eisernen Training, auch an der Sportschule der Bundeswehr 1959 in Sonthofen, wurde er für die Olympischen Spiele 1960 in Squaw Valley nominiert und wurde Olympiasieger in der Nordischen Kombination. Bei der Schlussfeier war er Fahnenträger der gesamtdeutschen Mannschaft.
1960, 1961 und 1963 wurde Georg Thoma im Skispringen drei Mal deutscher Meister. Zudem gewann er am 1. Januar 1962 das Neujahresspringen der Vierschanzentournee. Im März 1963 gewann Thoma als erster Mitteleuropäer den Kombinations-Wettbewerb des Holmenkollen-Skifestivals, bei dem die gesamte Weltelite an den Start gegangen war. Dieser Sieg ist als sein größter Erfolg seit dem Gewinn der olympischen Goldmedaille einzustufen. In den darauffolgenden zwei Jahren konnte er diesen Erfolg bei starker Konkurrenz wiederholen. Er war damit erst der dritte Athlet nach den Norwegern Lauritz Bergendahl und Thorleif Haug dem dieser Hattrick gelang.
Bei seinen zweiten Olympischen Winterspielen 1964 in Innsbruck führte er die gesamtdeutsche Mannschaft bei der Eröffnungsfeier als Fahnenträger ins Bergisel-Stadion. Nach der Goldmedaille in Squaw Valley konnte er noch einmal die Bronzemedaille gewinnen. Bei den Nordischen Skiweltmeisterschaften 1962 in Zakopane stürzte er im Sprunglauf am 19. Februar bei seinem zweiten Sprung (von vorgesehenen drei Sprüngen) schwer. Im Krankenhaus wurden Rippenprellungen diagnostiziert. Im Jahr 1966 gewann Thoma zunächst beim Deutschland-Schild in Reit im Winkl vor dem Schweizer Alois Kälin, ehe er bei den deutschen nordischen Skimeisterschaften an gleicher Stelle seinen neunten Meistertitel in der Nordischen Kombination gewann. Zehn Tage später wurde er bei den Nordischen Skiweltmeisterschaften 1966 in Oslo Weltmeister. Anschließend beendete er seine Karriere.
Nach seiner aktiven Laufbahn blieb er dem Skisport treu und bestritt viele Volksläufe. So nahm er sechs Mal beim Wasalauf in Schweden teil. Im März 1980 belegte er dabei den 79. Platz von insgesamt 12.000 teilnehmenden Läufern. Ein Jahr später schaffte er eine Laufzeit von 4:32:66 Stunden. 1982 gewann er den „100-Kilometer-Rucksacklauf“ auf dem Fernskiwanderweg Schonach–Belchen im Schwarzwald in 5:51 Stunden, dieser Rekord wurde bis heute (2021) nicht gebrochen. Mit 45 Jahren wurde er Schwarzwaldmeister im 15-km-Langlauf. Außerdem sprang er auf kleinen Schanzen 60 Meter und auf Flugschanzen bis zu 130 Meter weit. Später war er auch TV-Kommentator.

## Privat
Thoma hat sechs Geschwister. Er ist mit seiner Frau Annemarie verheiratet und hat eine erwachsene Tochter Marie-Luise. Er und seine Familie wurden in Hinterzarten von der Stasi bespitzelt, nachdem er 1968 dem DDR-Wintersportler Ralph Pöhland bei der Flucht geholfen hatte. Die Fluchthilfe hat Thoma später bereut und als größten Fehler seines Lebens bezeichnet – weil die "Gefühle der Landsleute aus dem Osten" verletzt worden seien. In seiner Freizeit ist er im Sommer auf dem Fahrrad, im Winter auf Skiern unterwegs. Bei den großen Radrennen wie Giro d’Italia oder Tour de France fährt er die Etappen mit ab. Thoma war acht Mal Senioren-Weltmeister bei den Mountainbike-Klassikern. In seiner Heimat Hinterzarten baute er ein Skimuseum mit auf und bietet persönliche Führungen an.

## Erfolge

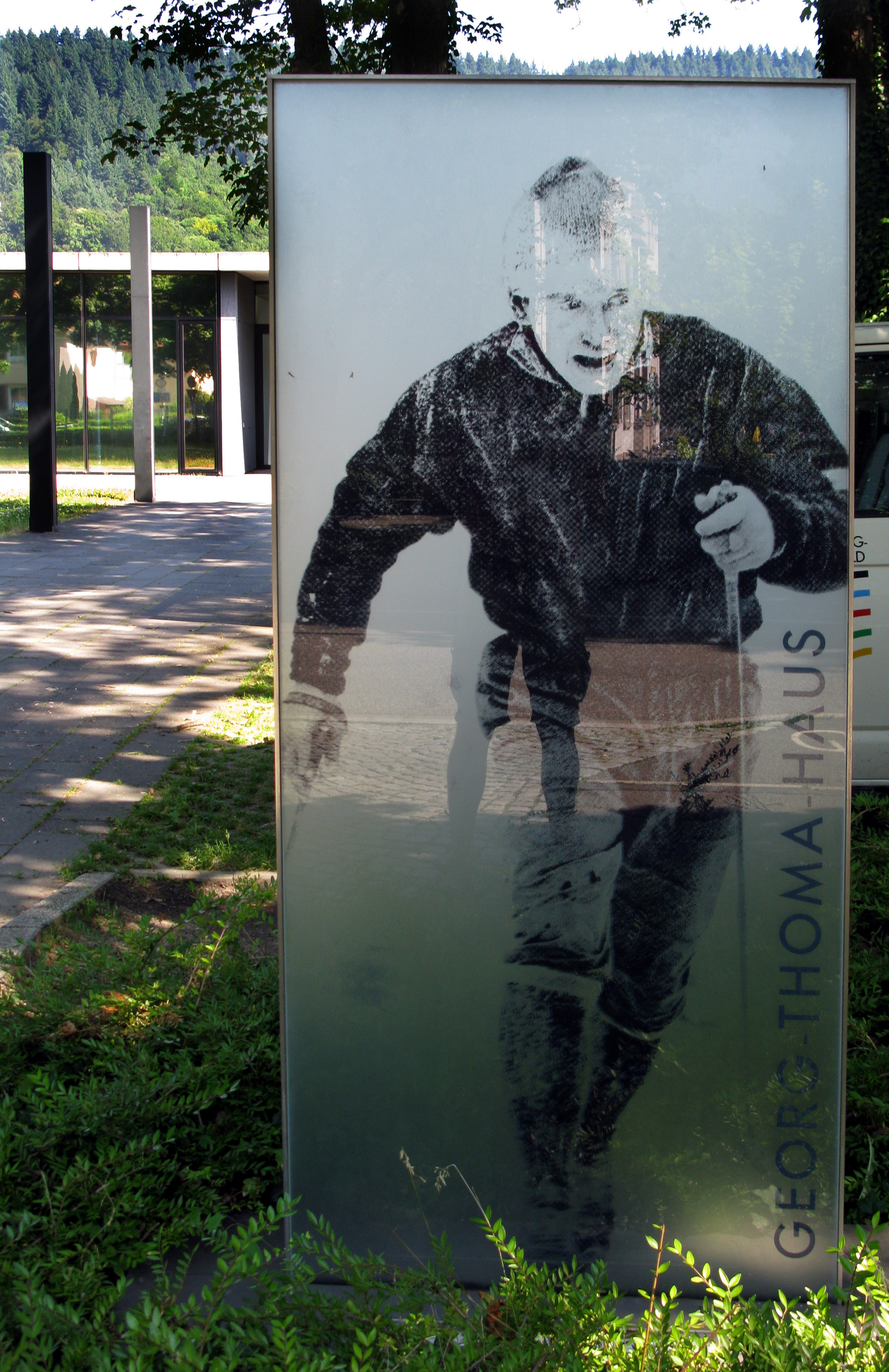
Stele vor dem Olympiastützpunkt Freiburg-Schwarzwald in Freiburg

### Siege bei A-Klasse-Springen
| Nr. | Wettbewerb                | Datum            | Ort                     | Disziplin   |
| --- | ------------------------- | ---------------- | ----------------------- | ----------- |
| 01. | Le-Brassus-Skispiele      | 1956             | Le Brassus              | Skispringen |
| 02. | Salpausselkä-Skispiele    | 5. März 1961     | Lahti                   | Kombination |
| 03. | Vierschanzentournee       | 1. Januar 1962   | Garmisch-Partenkirchen  | Skispringen |
| 04. | Internationales Skirennen | 1. Februar 1963  | Seefeld in Tirol        | Kombination |
| 05. | Schwedische Skispiele     | 10. Februar 1963 | Falun                   | Kombination |
| 06. | Kongsberg-Pokal           | 24. Februar 1963 | Neustadt im Schwarzwald | Skispringen |
| 07. | Puijo-Skispiele           | 10. März 1963    | Kuopio                  | Kombination |
| 08. | Holmenkollen-Skifestival  | 17. März 1963    | Oslo                    | Kombination |
| 09. | Holmenkollen-Skifestival  | 14. März 1964    | Oslo                    | Kombination |
| 10. | Berauer-Pokal             | 13. Februar 1965 | Murau                   | Kombination |
| 11. | Puijo-Skispiele           | 28. Februar 1965 | Kuopio                  | Kombination |
| 12. | Salpausselkä-Skispiele    | 7. März 1965     | Lahti                   | Kombination |
| 13. | Holmenkollen-Skifestival  | 13. März 1965    | Oslo                    | Kombination |
| 14. | Kiruna Skispiele          | 4./5. April 1965 | Falun                   | Kombination |
| 15. | Deutschland-Schild        | 30. Januar 1966  | Reit im Winkl           | Kombination |

Die Auflistung seiner A-Klasse-Siege ist (noch) unvollständig.

### Deutsche Meisterschaften

#### Nordische Kombination
| Deutsche Meisterschaften | Deutsche Meisterschaften | Deutsche Meisterschaften | Deutsche Meisterschaften |
| ------------------------ | ------------------------ | ------------------------ | ------------------------ |
| Gold                     | 1958 Isny                | Meister (K 70/15 km)     |                          |
| Gold                     | 1959 Warmensteinach      | Meister (GS/15 km)       |                          |
| Gold                     | 1960 Neustadt            | Meister (GS/15 km)       |                          |
| Gold                     | 1961 Winterberg          | Meister (K 64/15 km)     |                          |
| Gold                     | 1962 Braunlage           | Meister (GS/15 km)       |                          |
| Gold                     | 1963 Ruhpolding          | Meister (K 56/15 km)     |                          |
| Gold                     | 1964 Baiersbronn         | Meister (K 73/15 km)     |                          |
| Gold                     | 1965 Hinterzarten        | Meister (K 73,5/15 km)   |                          |
| Gold                     | 1966 Reit im Winkl       | Meister (K 68/15 km)     |                          |

#### Skispringen
| Deutsche Meisterschaften | Deutsche Meisterschaften | Deutsche Meisterschaften    | Deutsche Meisterschaften |
| ------------------------ | ------------------------ | --------------------------- | ------------------------ |
| Silber                   | 1958 Isny                | Silber von der Großschanze  |                          |
| Gold                     | 1960 Neustadt            | Meister von der Großschanze |                          |
| Gold                     | 1961 Winterberg          | Meister von der Großschanze |                          |
| Gold                     | 1963 Ruhpolding          | Meister von der Großschanze |                          |
| Silber                   | 1965 Hinterzarten        | Silber von der Großschanze  |                          |
| Bronze                   | 1966 Ruhpolding          | Bronze von der Großschanze  |                          |

#### Skilanglauf
| Deutsche Meisterschaften | Deutsche Meisterschaften | Deutsche Meisterschaften | Deutsche Meisterschaften |
| ------------------------ | ------------------------ | ------------------------ | ------------------------ |
| Silber                   | 1963 Ruhpolding          | Silber im 15-km-Langlauf |                          |
| Silber                   | 1964 Baiersbronn         | Silber mit der Staffel   |                          |
| Silber                   | 1966 Reit im Winkl       | Silber mit der Staffel   |                          |

## Auszeichnungen
- 1960: Sportler des Jahres
- 1960: Silbernes Lorbeerblatt
- 1964: Holmenkollen-Medaille
- 1987: Ehrenbürger von Hinterzarten
- 1987: Goldener Gong als „Bester TV-Kommentator der Nordischen Ski-WM“
- 1997: Verdienstkreuz 1. Klasse der Bundesrepublik Deutschland
- 1997: Georg von Opel-Preis
- 2011: Aufnahme in die Hall of Fame des deutschen Sports
- 2015: Umbenennung der Ganztagsgrundschule Hinterzarten in Georg-Thoma-Schule[11]